# گرگ اپستاین

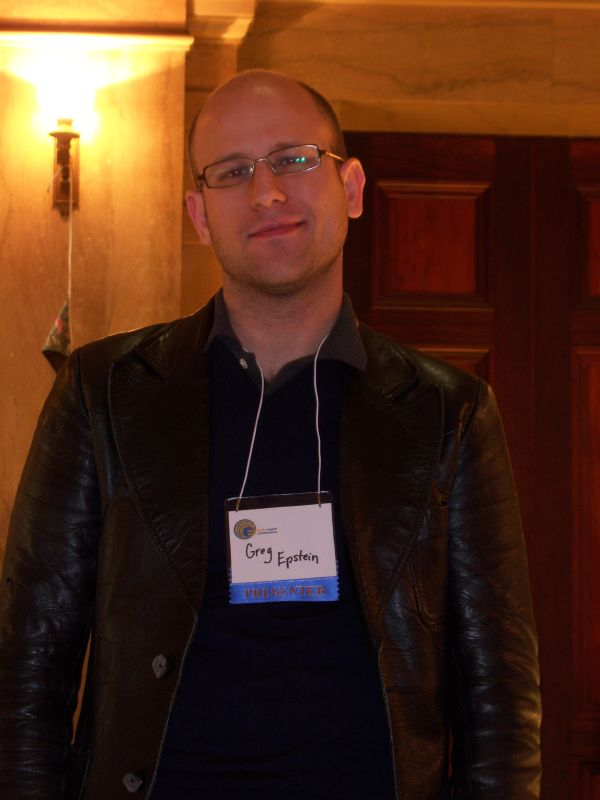
گرگ اپستاین

گرگ ام. اپستاین (به انگلیسی: Greg Epstein) کشیش انسان‌گرایی فعلی در دانشگاه هاروارد است. او نویسنده کتاب پرفروش نیویورک تایمز به نام خوب بدون خدا: یک میلیارد انسان غیرمذهبی چه باوری دارند است.
اپستاین بودیسم و تائوئیسم را مطالعه کرده‌است. او معتقد است بسیاری از اندیشه‌های شرقی باستان به اخلاقیات سکولار بدون تکیه بر اهمین خدایان یا موجودات فراطبیعی تکیه دارند. 